# Capacità elettrica
La capacità elettrica o capacitanza, in elettrotecnica, è una grandezza fisica scalare che quantifica l'attitudine di un corpo conduttore ad accumulare carica elettrica qualora sia dotato di un potenziale elettrico rispetto all'ambiente o sia soggetto di una differenza di potenziale elettrico rispetto ad altri corpi conduttori. Il corpo conduttore deve essere elettricamente isolato rispetto all'ambiente o agli altri corpi conduttori, affinché sia possibile mantenere costante il potenziale.
La capacità di un corpo conduttore non dipende dalla sostanza da cui è costituito ma solo dalle sue caratteristiche geometriche, come forma e dimensioni, e dalla sua posizione rispetto ad altri conduttori, soprattutto rispetto a conduttori vicini messi a terra. Ad esempio, la capacità di un conduttore diviene grandissima quanto più se ne avvicini la superficie a quella parallela di un altro corpo conduttore collegato a terra. Questa configurazione definisce il condensatore elettrico. Se invece il corpo conduttore è isolato e, ad esempio, ha forma sferica, la capacità è proporzionale al raggio.
Un dispositivo elettrico dotato di capacità è detto capacitivo. Un dispositivo puramente capacitivo è il condensatore, che riveste grande importanza in elettronica ed elettrotecnica, e rappresenta un elemento circuitale di base.

## Definizione

### Conduttore singolo
In elettrostatica, un corpo conduttore carico immerso in un ambiente privo di altre cariche e altri corpi assume un potenziale elettrico determinato dalla sua distribuzione di carica, secondo l'equazione di Poisson. Non essendovi altri corpi, il riferimento del potenziale è posto all'infinito, che si assume abbia potenziale nullo.
Il potenziale elettrico del corpo è uniforme al suo interno e sulla superficie; in tal modo il campo elettrico nel corpo è nullo e non vi è movimento di cariche dentro e sul bordo del conduttore, che sarebbe in contrasto con l'ipotesi elettrostatica. Pertanto, il potenziale del corpo è pari ad un unico valore V. Inoltre, la carica elettrica Q nel corpo conduttore si distribuisce solo sulla superficie, infatti una carica all'interno del conduttore determinerebbe un campo elettrico nello stesso, ed il suo valore è proporzionale al potenziale del corpo e ciò è dovuto alla linearità dell'equazione di Poisson rispetto alla distribuzione di carica.
La capacità elettrica C di un conduttore isolato, cioè posto a sufficiente distanza da altri conduttori, è definita come il rapporto tra la carica elettrica q e il suo potenziale elettrico V:
{\displaystyle C={\frac {q}{V}}}
Tale rapporto, sempre positivo, dipende dalla forma e dalle dimensioni geometriche del corpo considerato, oltre che dalla permittività elettrica dell'ambiente nel quale è immerso. La grandezza inversa è detta elastanza elettrica ed è definita come:
{\displaystyle S={\frac {V}{q}}}

### Due conduttori
In presenza di due corpi conduttori isolati tra loro che abbiano carica elettrica uguale in modulo ma di segno opposto ({\displaystyle q_{1}=-q_{2}}), le linee del campo elettrico collegano le superfici dei due corpi, determinando una differenza di potenziale tra di essi {\displaystyle V_{1}-V_{2}} (in questo caso il potenziale è calcolato rispetto ad un riferimento di massa), proporzionale alla carica. Pertanto la capacità si definisce come:
{\displaystyle C={\frac {q}{\Delta V}}={\frac {q_{1}}{V_{1}-V_{2}}}={\frac {q_{2}}{V_{2}-V_{1}}}}
Anche in questo caso la capacità è sempre positiva.

### Conduttori multipli
In presenza di più corpi conduttori isolati tra loro, la carica che ognuno di essi assume è linearmente dipendente dai potenziali di tutti i conduttori rispetto ad un riferimento di massa. Si può scrivere pertanto:
{\displaystyle q_{i}=\sum _{j=1}^{n}C_{ij}V_{j}}
dove {\displaystyle C_{ij}\;(i\neq j)} è detta mutua capacità tra il conduttore i e il conduttore j, mentre {\displaystyle C_{ii}} è detta autocapacità. Si dimostra che le mutue capacità sono simmetriche {\displaystyle C_{ij}=C_{ji}} e che sono negative, mentre le autocapacità sono positive: {\displaystyle C_{ij}<0,\;C_{ii}>0}.

### Unità di misura
L'unità di misura della capacità elettrica nel Sistema internazionale di unità di misura è il farad, corrispondente alla capacità assunta da un conduttore di forma tale da assumere, con la carica di un Coulomb, il potenziale di un Volt, mentre l'elastanza elettrica si misura in F-1.
In realtà il farad è un'unità di misura di enorme grandezza: la capacità di 1 F è quella di una sfera conduttrice dal raggio pari a 9x109 m. Per questo motivo, le unità usate nella pratica sono i suoi sottomultipli, come il microfarad (μF), corrispondente a un milionesimo di Farad.

## Realizzazione pratica

### Condensatore
Nella pratica, per ottenere una carica netta uguale ed opposta su una coppia di conduttori isolati inizialmente neutri, si collegano galvanicamente tra loro e si avvicinano ad un corpo elettricamente carico; questo crea una separazione di cariche sulla superficie dei conduttori per induzione elettrostatica. Eliminando poi la connessione galvanica, si ottengono due conduttori con cariche uguali ed opposte (dato che il sistema dei due conduttori è rimasto complessivamente neutro). In alternativa, si possono collegare i due conduttori tramite una batteria, che impone una differenza di potenziale fissa tra di essi; questo provoca un movimento di cariche tra i corpi finché non si raggiunge una separazione di carica proporzionale alla tensione della batteria.
Sebbene la capacità sia definita in elettrostatica, anche in presenza di campi variabili lentamente (come la tensione alternata ad una frequenza di 50 Hz) il concetto di capacità rimane valido (dato che il tempo di riconfigurazione delle cariche è molto più rapido rispetto alla variazione del campo). Un condensatore ideale collegato in un circuito a tensione alternata permette il passaggio di corrente ai suoi capi, perché sebbene i due conduttori (solitamente piastre metalliche) siano isolati tra loro, vi è un continuo processo di carica e scarica degli stessi che crea una corrente alternata. Dato che tutti gli oggetti metallici sono dotati di capacità (rispetto ad altri conduttori ed alla terra), questo processo avviene in tutti componenti di una rete elettrica in c.a..

### Condensatori interagenti
Due condensatori C1 e C2 si dicono interagenti qualora sia possibile definire una funzione di trasferimento non nulla all'interno del circuito in esame. Si può determinare questa funzione di trasferimento calcolando, anche simbolicamente, il rapporto tra la tensione ottenuta ai capi di C2, in seguito all'applicazione della tensione di test ai capi di C1, e la tensione ai capi di C1 stessa. Due condensatori interagenti si influenzano reciprocamente attraverso la mutua capacità.

## Calcolo della capacità

### Configurazioni semplici
La capacità di un corpo che si comporta da condensatore dipende dalla forma e dalle dimensioni dei suoi elementi, e dalla permittività del dielettrico che li separa.
Per alcuni tipi di condensatore è possibile determinare la capacità in modo esatto.
La tabella seguente illustra alcuni esempi.
| Tipo di condensatore | Capacità                                                                                    | Schema |
| -------------------- | ------------------------------------------------------------------------------------------- | ------ |
| lineare              | {\displaystyle C=\varepsilon \cdot {\frac {A}{d}}}                                          |        |
| cilindrico           | {\displaystyle C=2\pi \varepsilon \,{\frac {l}{\ln \!\left({\frac {R_{2}}{R_{1}}}\right)}}} |        |
| sferico              | {\displaystyle C=4\pi \varepsilon \left({\frac {1}{R_{1}}}-{\frac {1}{R_{2}}}\right)^{-1}}  |        |
| sfera singola        | {\displaystyle C=4\pi \varepsilon R_{1}}                                                    |        |
| cilindri paralleli   | {\displaystyle C=\pi \varepsilon \,{\frac {l}{{\rm {arcosh}}\left({\frac {d}{2R}}\right)}}} |        |

Con A viene indicata la superficie dei conduttori, con d la loro distanza, con l la lunghezza, con R1 ed R2 i raggi.
{\displaystyle \varepsilon =\varepsilon _{0}\varepsilon _{\mathrm {r} }} è la permittività del dielettrico.
Nello schema i conduttori sono rappresentati in grigio chiaro e scuro, mentre i dielettrici sono di colore blu.
Dalle formule dei vari condensatori si evince che per modificare la capacità elettrica di un condensatore basta agire su uno dei parametri che la determinano: ad esempio per innalzarla basta inserire tra le sue armature un dielettrico a più alta permittivita elettrica relativa in modo da innalzare la rigidità dielettrica oppure agire sulla distanza tra le armature o le dimensioni fisiche delle facce del condensatore.

### Caso generale

Situazione generica per il calcolo della capacità

Per una configurazione qualunque la capacità può essere espressa, a prescindere dalle possibilità di calcolo, in questo modo:
{\displaystyle C={\frac {\oint _{S}{\vec {D}}{\vec {ds}}}{\int _{R}{\vec {E}}{\vec {dr}}}}}
dove {\displaystyle {\vec {D}}} è l'induzione elettrica ed {\displaystyle {\vec {E}}} è quello del campo elettrico.
In un mezzo lineare come il vuoto si semplifica e si ottiene:
{\displaystyle C=\varepsilon {\frac {\oint _{S}{\vec {E}}{\vec {ds}}}{\int _{R}{\vec {E}}{\vec {dr}}}}}.

## Capacità di un insieme
Il significato fisico di capacità è stato utilizzato, in matematica, per dar vita a un concetto analogo nella teoria del potenziale, quello di capacità di un insieme, introdotto da Gustave Choquet nel 1950.